# Лисичка несправжня
Лисичка несправжня (Hygrophoropsis aurantiaca, Clitocybe aurantiaca (Fr. ex Wulf.) Studer.) — неїстівний гриб з родини Свинухових (Paxillaceae).

## Опис
Шапка 3-6(8) см у діаметрі, товста, пружном'ясиста, увігнуторозпростерта, лійкоподібна, часто асиметрична, з тонким, опуклим, пізніше пласким, часто хвилястим краєм, лимонножовта, жовта, помаранчево-жовта, у центрі часто темніша до бурувато-оливкової, тонкоповстиста, згодом гола. Пластинки червоно-жовті або червоно-помаранчеві, низько спускаються на ніжку, густі, від дотику буріють. Спорова маса біла. Спори 5-6 Х 3-5 мкм, гладенькі. Ніжка 2,5-6(8) Х 0,6-1,2 см, кольору шапки, біля основи темна, чорнувата. М'якуш у шапці жовтуватий, у ніжці червонувато-жовтуватий, м'який.

## Поширення
Зустрічається по всій Україні у хвойних лісах, на старих трухлявих пеньках сосни, іноді на землі серед мохів, зрідка в листяних лісах. Росте у серпні — жовтні.

## Використання
Неїстівний гриб. Лисичку несправжню часом збирають замість справжньої, до якої воно схожа зовнішньо, але від якої чітко відрізняється жовтим кольором м'якуша.